# Ōkami
Ōkami (大神?  trad. lit: «Gran deidad» o «gran espíritu»; también significa «lobo» si se escribe como 狼) es un videojuego de acción-aventura desarrollado por Clover Studio y publicado por Capcom, el cual fue lanzado al mercado para la consola PlayStation 2 en 2006 en Japón y Norteamérica, y en 2007 en Europa y Australia. Tras el cierre de Clover, entre 2008 y 2009 se lanzó una versión para Wii desarrollada por Ready at Dawn Studios, TOSE y Capcom, y a finales de 2012 Capcom estrenó una adaptación en alta definición para la PlayStation 3, la cual produjo en asociación con la desarrolladora japonesa independiente HexaDrive.
Su trama, situada en un ficticio Nippon (“Japón” en japonés) con una mezcla de elementos de varias etapas de la historia antigua de Japón, combina varios elementos folclóricos de la cultura de ese país y relata las aventuras de la diosa del sol en el sintoísmo, Amaterasu. Encarnada en forma de un lobo blanco, debe encargarse de restaurar la belleza natural de las tierras y de vencer a los demonios responsables de los daños ocasionados.
Una característica distintiva de Ōkami es su estilo visual animado con la técnica cel shading, reminiscente de una acuarela japonesa. Además, incorpora el denominado «Pincel celestial», una herramienta de posicionamiento en la pantalla, que forma parte del sistema de juego y que le permite al jugador interactuar con un pincel mágico en el juego. Cabe destacarse que algunos expertos en la industria compararon la interactividad de Ōkami con la de la serie The Legend of Zelda, un aspecto que cobra interés debido al fanatismo de su director Hideki Kamiya hacia dicha franquicia de Nintendo.
Para la producción del juego, se tradujeron miles de páginas de texto japonés con objeto de dar coherencia a los diálogos y a la terminología utilizados en el mismo. A su vez, la banda sonora se estrenó en mayo de 2006 y fue compuesta por Masami Ueda, Hiroshi Yamaguchi, Akari Gloves y Rei Kondoh.
Ōkami se convirtió en uno de los últimos juegos en estrenarse antes del debut de la PlayStation 3. Tras el lanzamiento de la versión original para PlayStation 2, si bien obtuvo un desempeño comercial pobre, se hizo acreedor de varias críticas positivas que lo catalogaron como el «Juego del año», entre ellas la del sitio web IGN. No ocurrió así con la versión para Wii, que logró ventas exitosas, pero comentarios no del todo favorables al comparar sus controles con el mando de la consola de Sony. Debido a su considerable aceptación en el mercado, en 2010 se estrenó en Japón Ōkamiden, una continuación del juego para la portátil Nintendo DS. En 2008 se publicó el libro Ōkami: Official Complete Works, que incluye bocetos, imágenes e información sobre la producción del juego. Adicionalmente, Ōkami sirvió de inspiración para el diseño de otros juegos como Prince of Persia, Street Fighter IV y Epic Mickey.
En 2018, se realizó un port en Full HD para Xbox One y Nintendo Switch, esta última siendo disponible solo por medio de descarga digital, mientras que en Japón es posible adquirirlo de manera física.

## Argumento

### Sinopsis
La historia del videojuego se desarrolla en Nippon, y comienza con una retrospectiva de eventos, cien años antes de la situación histórica del juego; ahí el narrador describe cómo Shiranui, un lobo blanco puro, junto con el caballero Nagi, lucharon juntos contra un demonio de ocho cabezas, Orochi, con la intención de salvar a la aldea Kamiki y a la doncella Nami, la amada de Nagi. Shiranui y Nagi fallan en la batalla contra Orochi, logrando únicamente sellar su espíritu.
La secuencia narrativa se altera al mostrar el presente del juego. Susano, un descendiente de Nagi que se autoproclama como el mejor guerrero, rompe el sello de Orochi porque no cree en tal leyenda y desea comprobar la falsedad de la misma; Orochi escapa y maldice las tierras, debilitando a todo ser viviente en ellas. Sakuya, el hada de los bosques y guardián de la aldea Kamiki, suscita a Amaterasu, la diosa del Sol, conocida por los habitantes como la reencarnación del lobo blanco Shiranui, y le implora que retire la maldición que rodea a las tierras. Acompañada por el artista Issun —una diminuta criatura identificada como un Poncle, esto es un pequeño espíritu de los bosques—, Amaterasu es capaz de restaurar la belleza a su tierra.
A lo largo de la aventura, Amaterasu es perseguida por Waka, un extraño y poderoso individuo que parece tener el don de la precaución, y que posteriormente fastidia a Amaterasu e Issun para sus propios fines misteriosos. Adicionalmente, Amaterasu encuentra a varios Dioses Celestiales que se han escondido en las constelaciones. Los dioses otorgan a ésta diversos poderes del Pincel Celestial para que los utilice en su travesía.
Amaterasu, junto con Susano, debe enfrentarse a Orochi para proteger la villa Kamiki y rescatar a la amada de Susano, Kushi, recreando los eventos de la retrospectiva. Esta vez, ambos logran vencer por completo al demonio, pero provocan que un espíritu malvado y oscuro emerja y se dirija hacia el norte. Amaterasu e Issun se embarcan en una aventura a través de Nippon, donde conocen a varias personas, y al mismo tiempo remueven la maldición de Orochi sobre esas tierras venciendo a otros demonios, los cuales también lanzan presencias oscuras que se dirigen hacia el norte.
Después de sus intentos por hallar la fuente de los espíritus malignos, Amaterasu llega a los restos de un barco hundido que es capaz de viajar a las estrellas: el Arca de Yamato, navío que se halla atrapado en la superficie congelada de Kamui, región situada al norte de Nippon. Waka aparece en escena y se revela como un miembro de la Tribu de la Luna, una raza que usó el Arca para escapar de la invasión de Orochi en la Llanura celestial y navegó hacia el cielo —sin saber de los espíritus malignos que estaban aprisionados en el Arca—; los demonios atacaron y mataron a todos a bordo, excepto a Waka, lo cual provocó que el Arca perdiera el control y se estrellara contra el suelo. Yami, el demonio que controla a todos los espíritus malignos, aparece luego y le quita a Amaterasu todos sus poderes del Pincel celestial antes de enfrentarla. Issun asume su rol como Enviado celestial y pide a todos los que han ayudado en la aventura que envíen sus pensamientos y oraciones a Amaterasu. Esto hace que la diosa recupere todos sus poderes de vuelta y pueda así vencer a Yami, liberando también al Arca y a Nippon de toda criatura malvada. Tras completar su misión, Amaterasu aborda el Arca junto con Waka y navega hacia la Llanura celestial.

### Personajes principales

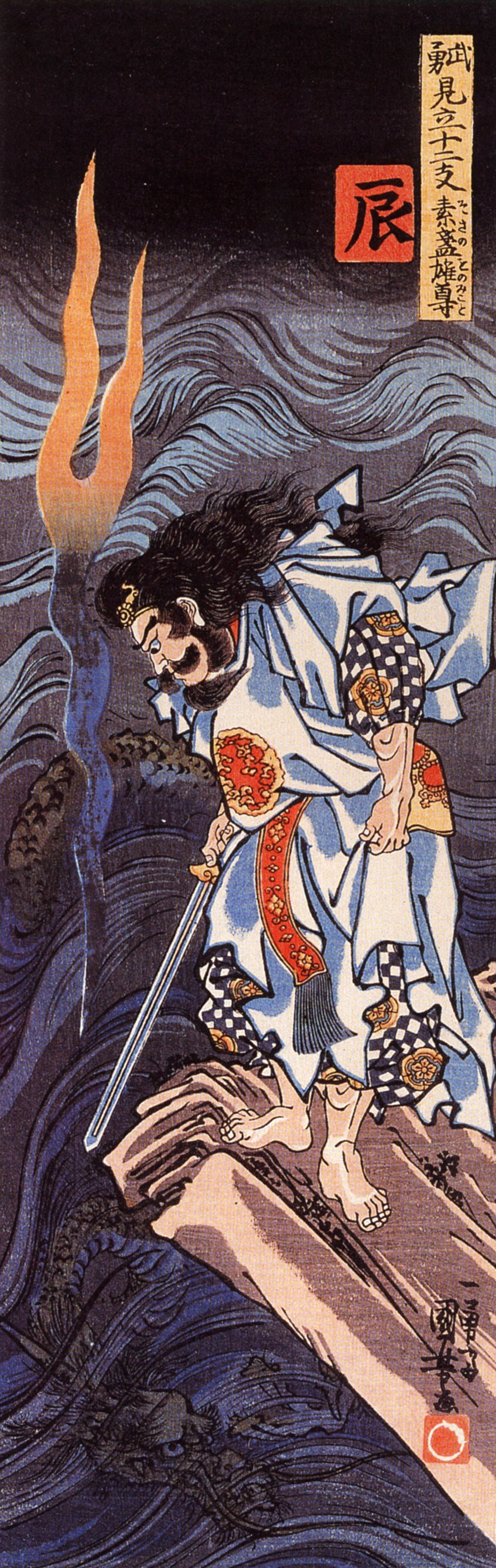
Muchos de los personajes de Ōkami provienen de la cultura y el folclore japoneses. En la imagen, el guerrero Susano.

El jugador controla a Ōkami Amaterasu (大神天照?  lit. «Gran diosa esplendorosa solar»), la diosa celeste del Sol, encarnada en un lobo blanco. Mientras que en las versiones japonesa y europea del juego se menciona que Amaterasu es un ser femenino, en la versión estadounidense nunca se aclara su identidad sexual. Algunos personajes, para referirse a Amaterasu, la mencionan tanto como macho y como hembra indistintamente, pero no se aclara cuál es la identidad correcta. Mientras Amaterasu posee sus poderes para pintar —es decir, cuando se utiliza el Pincel celestial—, aparece cubierta con unas marcas rojas sobre el pelaje de sus hombros, además de las armas que lleva sobre su espalda —este estado solo es «visible» para el jugador—, aunque para la mayoría de los personajes humanos que aparecen en el juego, ella luce como un simple lobo blanco. Algunos creen que Amaterasu es la reencarnación de Shiranui (白野威?  lit. «Salvaje majestad blanca») —el lobo blanco que se enfrentó a Orochi 100 años antes del comienzo del argumento del juego—, por lo que no reconocen su naturaleza espiritual. Si el jugador agota el poder del Pincel celestial a causa de un uso excesivo, Amaterasu se verá forzada a tomar su forma mundana de lobo. Issun (一寸法師 Isshun-bōshin?, lit. «Niño minúsculo») es un diminuto y arrogante «artista ambulante» que busca las trece técnicas sagradas del Pincel celestial para sí mismo, y acompaña a Amaterasu —a la cual apoda «Ammy» o «bola de pelo»— para fungir como guía, interlocutor en los diálogos con otros personajes, y como personaje humorístico. A lo largo de la aventura, el personaje evoluciona junto con Amaterasu, convirtiéndose accidentalmente en su mejor amigo, fuente de inspiración y, posteriormente, en su salvador.
Al final de la historia, Amaterasu se enfrenta a Yami (闇?  lit. «Oscuridad»), el principal antagonista y jefe final del juego. Yami tiene la apariencia de un pequeño pez encerrado en una enorme esfera, la cual cambia de forma durante las diferentes fases de la batalla. Yami es también el líder de los demonios. Antes de la batalla, absorbe todos los poderes de Amaterasu, dejándola como un lobo común. Amaterasu vuelve a ganar sus habilidades durante el enfrentamiento, pero, después de la cuarta fase, Yami vuelve a quitarle todos los poderes y hiere gravemente a Amaterasu. Para ayudarla, Issun hace que todos crean en la diosa antes del quinto y último enfrentamiento, donde ella adquiere su físico verdadero, la cual es la su forma más poderosa, y derrota a Yami.
Otros dos personajes aparecen constantemente a lo largo de la travesía. Waka (源 義経 Yoshitsune Minamoto?) se aparece ante Amaterasu como un joven flautista disfrazado de manera similar a un tengu (más concretamente, como un tengu vestido de yamabushi, la cual es una apariencia usual para representar los tengus). Waka conoce la verdadera identidad de la diosa y presagia su futuro, comportándose incluso como su aliado en ciertas batallas. Waka es el líder de los Tao Troopers, cuyos miembros Abe y Kamo están inspirados en los históricos onmyōji Abe no Seimei y Kamo no Yasunori. Su forma de hablar, en la que a veces utiliza términos franceses, transmite una sensación de familiaridad con Amaterasu; esto se clarifica cuando se revela que Waka es de hecho mucho mayor de lo que aparenta, y que él había caminado junto a Amaterasu en la Llanura celestial, hace más de mil años atrás. El segundo es Orochi (八岐の大蛇 Yamata no Orochi?, lit. «Gran serpiente»), un demonio de ocho cabezas y uno de los principales enemigos que el jugador debe combatir en varias ocasiones. Orochi ha causado diversos daños a la villa de Kamiki, ya que demanda que una mujer joven sea sacrificada en su honor. Cada una de sus ocho cabezas puede ser afectada con diferentes tipos de magia básica, pero el demonio en sí es susceptible al brebaje especial que se produce a base de sake en la villa Kamiki, lo que le permite a Amaterasu derrotarlo mientras se encuentra en un estado de ebriedad.
Nagi (伊邪那岐 Izanagi?) y Nami (伊弉冉尊 Izanami?), son dos personajes inspirados en las deidades creadoras de Japón, los cuales de acuerdo con la leyenda sintoísta son los padres de Amaterasu —junto a Tsukiyomi (月夜見の尊 Tsukuyomi-no-mikoto?) y Susanō (須佐之男 Susanowo?), los dioses de la luna y el océano, respectivamente—; el lobo Shiranui no aparece en los cuentos tradicionales japoneses, sin embargo, dentro del contexto del juego, se considera que es el compañero inseparable de Nagi y que gracias a él, el espíritu de Orochi logró ser sellado. Los Guardianes Celestiales del Pincel están basados en diversos seres mitológicos originarios del «país del sol naciente», como lo son Moegami (燃神?  lit. «Dios incandescente») o Kazegami (風神?  lit. «Dios del viento»).
A lo largo del juego, el jugador puede encontrarse con muchos otros personajes que están inspirados en la cultura y el folclore japoneses.

### Escenario
Los sucesos relatados en el videojuego acontecen en el ficticio Nippon (にっぽん?), término japonés para «Japón» —para más información, puede consultarse el artículo nombres de Japón—. Según el libro Okami Official Complete Works, este lugar es gobernado por la reina Himiko, que gobernó también en el período Yayoi. Esto se evidencia en la arquitectura de los edificios, y en las villas que aparecen en el juego. Existen tres áreas fácilmente distinguibles en este escenario:
- La región oriental: ubicada en el medio del país y donde comienza Ōkami. La mayor parte de su relieve está compuesto de zonas montañosas, en medio de valles. Aquí se encuentra también la villa Kamiki (神木村?), donde el demonio Orochi acostumbra a acudir para pedir a sus habitantes el sacrificio de una joven cada cien años; en este sitio habitan los señores Orange, Mushi y Susano. Otro lugar importante de esta región es el Shinshu Field (神州平原?), el primer sitio que deben restaurar Amaterasu e Issun. Debido a su estratégica ubicación que conecta diferentes zonas de Nippon, es un sitio importante en el juego. Otros destinos notables son el Hana Valley (花咲谷?), el Agata Forest (アガタの森?), la Cueva de la Luna (十六夜の祠?) —donde habita Orochi— y Taka Pass (高宮平?).
- La región occidental: es importante señalar que el jugador obtiene acceso a esta área sólo después de aprender la técnica Inferno, del Pincel celestial. Se ubica justo tras cruzar un puente y contiene sitios como la Ryoshima Coast, la Sei'an City —o también conocida como Commoner's Quarter; trad. lit: «Barrio de los plebeyos»— y el Imperial Palace.
- La región norte: la última zona accesible del juego, a la cual Amaterasu ingresa sólo después de aprender las técnicas Catwalk y Thunderstorm. Aquí se ubican todos los espíritus malignos liberados por los demonios que el protagonista ha derrotado en el transcurso de su aventura. En esta zona habitan las tribus Oina, cuyos integrantes provienen de las tierras congeladas de Kamui, y Poncle, especie de espíritus diminutos con apariencia de insecto. Algunos sectores importantes de aquí, además de Kamui y el Laochi Lake —donde se encuentra congelada el Arca—, son el bosque Yoshpet (ヨシペタイ?), Ponc'tan —hogar de los Poncle— y el Arca de Yamato —que alberga a los demonios ya citados anteriormente—.

Otro sitio relevante es la Llanura celestial, una especie de reino habitado por los dioses del Pincel celestial, incluida Amaterasu. Solamente se menciona en la trama del juego, pues no es un sitio explorable. Se lo suele representar como una isla flotante en el cielo.

## Sistema de juego

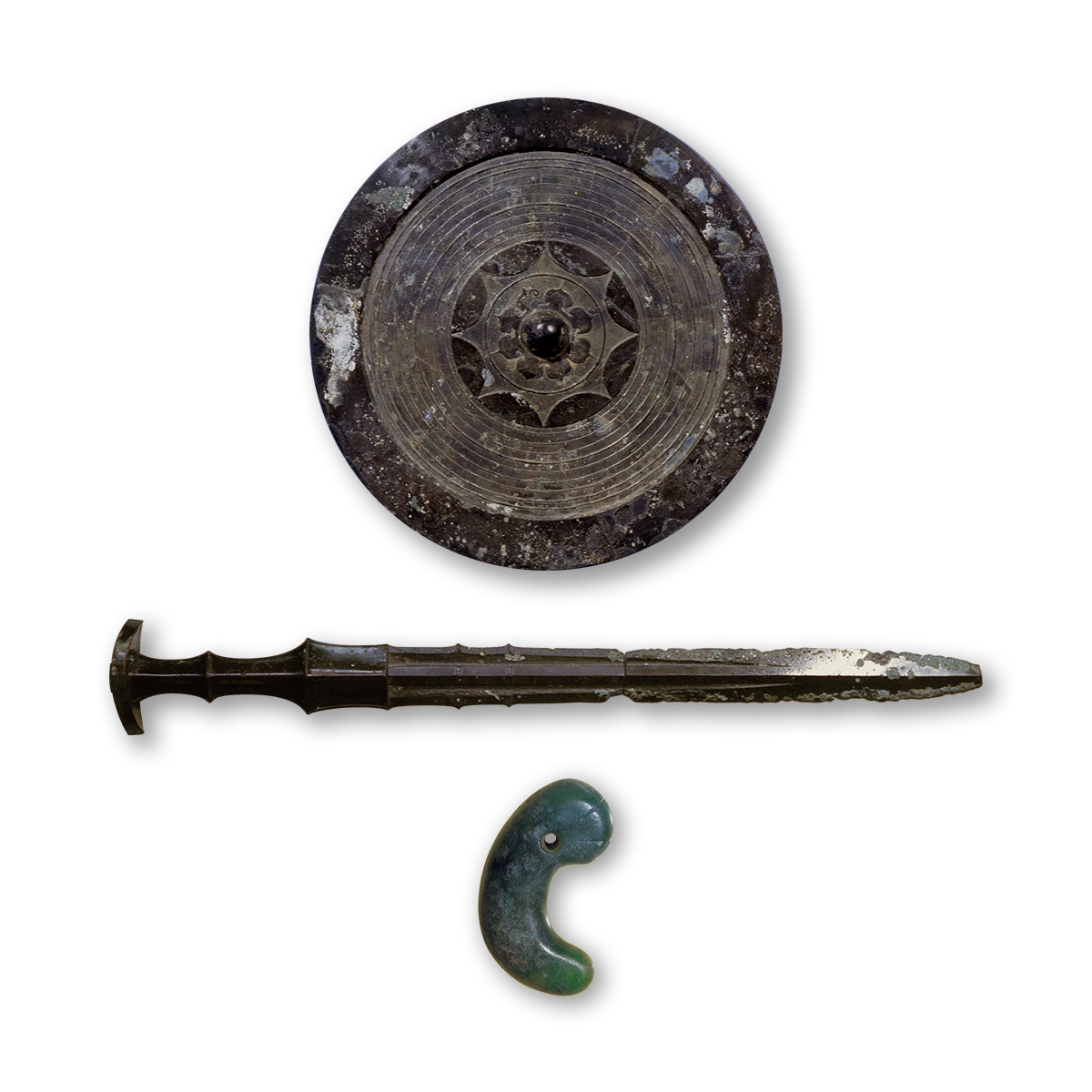
El protagonista puede usar tres armas inspiradas en los Tesoros Imperiales de Japón.

El personaje jugador de Ōkami es Amaterasu, diosa del sol en el Sintoísmo encarnada en un lobo blanco, mientras que el escenario principal es un entorno xilográfico de acuarela y animado en cel shading, que asemeja a una impresión animada japonesa —conocida como sumi-e— combinada con otros estilos artísticos. El sistema de juego es una combinación de los géneros de acción, plataformas y lógica, y ha sido comparado por varios críticos con la mecánica de la serie The Legend of Zelda, una inspiración que el propio director Hideki Kamiya, declarado fanático de Zelda —en específico, de The Legend of Zelda: A Link to the Past—, admitió que influyó en su visión general al diseñar videojuegos. La trama principal es lineal siendo encabezada por Issun, guía de Amaterasu, a través de diversas misiones secundarias y de actividades opcionales que le permiten al jugador explorar el escenario y avanzar en la historia a su propio ritmo. Conforme se completan las misiones y las actividades opcionales —como, por ejemplo, hacer que los árboles florezcan o alimentar a animales salvajes—, Amaterasu obtiene «alabanzas», que pueden ser usadas para incrementar varias características del personaje, tales como su nivel de salud y el número de tinteros para las técnicas del Pincel celestial. Cabe añadirse que Amaterasu no habla en el juego, y los diálogos y conversaciones los realiza su acompañante Issun, que generalmente monta sobre su espalda.
Los enfrentamientos ocurren en arenas virtuales de apariencia fantasmal, donde Amaterasu debe combatir a enemigos con el uso de armas, técnicas de combate y métodos con el Pincel para vencerlos. Al final de cada combate, el jugador obtiene dinero —en forma de yen— así como un plus en caso de haber finalizado la batalla rápidamente y sin haber recibido daño. Con el dinero se pueden comprar una variedad de ítems que venden unos comerciantes a lo largo del escenario, entre los que se incluyen objetos con propiedades curativas, armas, herramientas y otros elementos importantes para resolver las misiones alternativas. Inclusive con él se pueden adquirir nuevas técnicas de combate en dōjōs.
En los combates se pueden obtener también Colmillos de demonio, que suelen aparecer con rara frecuencia, y que pueden intercambiarse por otros ítems exclusivos que son útiles en el sistema de juego, pero no indispensables para completar Ōkami. Las armas inspiradas en los Tesoros Imperiales de Japón —el espejo, los abaloríos y la espada— pueden ser equipadas individualmente en Amaterasu ya sea como armas principales o secundarias, y utilizadas junto con otros ataques que el personaje haya aprendido en el transcurso del juego.

### Pincel celestial
En cualquier instante, el jugador puede pausar el juego y acto seguido aparece un lienzo sobre el cual se puede dibujar ya sea usando el stick izquierdo del DualShock del PS2, o el Wiimote de Wii. Esta característica es útil para combates, acertijos y, en general, para el sistema de juego de Ōkami. Por ejemplo, es posible aumentar una corriente de viento con solamente dibujar un lazo, o cortar enemigos al dibujar una línea que los atraviese, e inclusive crear un puente al pintarlo. Aunado a estas actividades, pueden obtenerse varias habilidades más con el pincel, mismas que suman un total de 13 técnicas que cumplen distintas funciones. Es importante mencionar que el personaje aprende las técnicas al completar constelaciones con el objetivo de liberar a los dioses del Pincel celestial de sus escondites —estos dioses están inspirados en la astrología china—. Asimismo existe la posibilidad de actualizar o modificar ciertos poderes del pincel; por ejemplo, con el poder Inferno puede obtenerse otro llamado Fireburst, que presenta un patrón de dibujo distinto y cuya utilidad en el juego se limita a la creación de llamas sin necesidad de acudir a antorchas o de utilizar otros ítems similares. A su vez, la tinta del jugador para el pincel está limitada por la cantidad disponible en los tinteros especiales, lo cual evita que se usen solamente técnicas con el pincel para vencer a los enemigos. La tinta se restaura por cuenta propia en los tinteros sólo cuando el pincel no es usado.

## Producción
| Dirección general    | Hideki Kamiya                                         |
| Producción           | Atsushi Inaba (PS2) Didier Malenfont (Wii)            |
| Efectos visuales     | Takuo Yamamoto                                        |
| Director de arte     | Naoki Katakai (PS2) Maxx Marshall (Wii)               |
| Jefe de programación | Ryuta Takahashi                                       |
| Diseño de sonido     | Atsushi Mori                                          |
| Música               | Rei Kondou Masami Ueda Hiroshi Yamaguchi Akari Gloves |
| Jefe de planeación   | Hiroshi Shibata                                       |
| Interfaz             | Miho Sakamoto                                         |
| Diseño de personajes | Mari Shimazaki Sawaki Takeyasu Kenichiro Yoshimura    |
| Guion                | Hideki Kamiya                                         |
| Traducción           | Eric Bailey                                           |
| Diseño de eventos    | Kunihiko Tsuda                                        |
| Referencias          | [ 42 ] [ 43 ]                                         |

Ōkami surgió a partir de un debate de ideas en Clover Studio. Al principio, se quería producir un juego que «mostrara mucha naturaleza», pero no existía un concepto o una temática central, de acuerdo con el diseñador jefe Hideki Kamiya. Tiempo después, Kamiya creó una secuencia de vídeo, de un minuto de duración, donde aparecía un lobo corriendo por un bosque con plantas que florecían alrededor. Kamiya y otros compañeros de Clover procedieron a discutir ideas sobre el aspecto que tendría la naturaleza y, a partir de ese momento, concibieron el prototipo inicial de Ōkami, que en palabras de Kamiya era «increíblemente aburrido como para jugarlo», con palos verticales y hexágonos encima de tal manera que se asemejaran a árboles. No obstante, todavía no se había contemplado un sistema de juego para ese entonces, e incluso ni de la composición de la historia. Dada la situación, el diseñador optó por incluir varias ideas que surgían en el equipo, muchas de las cuales modificaron el enfoque de desarrollo del juego, por lo cual Kamiya y sus colaboradores decidieron enfocarse en el proceso de conservar el concepto original. Fue así como se decidió hacerlo más como una simulación. Básicamente, de esta forma el equipo definió el sistema de juego que posee Ōkami.
Como parte de la mecánica del juego, el Pincel Celestial parecía como un concepto similar a la consola portátil Nintendo DS. No obstante, el director ejecutivo de Clover Studio Atsushi Inaba manifestó que pese a que el Pincel celestial representaba una parte crucial para el sistema de juego, no era el único elemento importante para posibilitar la jugabilidad y que se requeriría más hardware para ello. De esta forma, Inaba expresó que la plataforma de PlayStation 2 fue la consola «ideal» para producir Ōkami, remarcando que en caso de que el juego se hubiese desarrollado para la consola portátil de Nintendo el aspecto gráfico no hubiese sido tan apreciado como resultaba en la anteriormente mencionada.
Por otra parte, cabe añadirse que los diálogos de los personajes en el juego se crearon por medio de muestras de codificación de la voz de los actores de doblaje, con líneas emocionales adicionales creadas a partir de la voz dada en dicha emoción.

### Diseño
El estilo artístico del juego está inspirado primordialmente en la acuarela y en el grabado sobre madera japoneses —para más información, consúltese el artículo arte de Japón— del estilo ukiyo-e, tal como las obras de Hokusai. Originalmente se quería renderizar los gráficos de Ōkami para darle un efecto fotorrealista más bien tridimensional. Sin embargo, Clover consideró que el estilo más colorido sumi-e les permitiría a los diseñadores transmitir de una mejor manera el concepto de naturaleza asociado con Amaterasu, así como con la trama del juego en donde la diosa solar debía restaurar el entorno. El cambio también se originó por las limitaciones existentes en la consola PS2 para renderizar los gráficos fotorrealistas en 3D. Además, el cambio al estilo visual de acuarela les dio la idea de introducir el Pincel celestial. Atsushi Inaba, director ejecutivo de Clover, mencionó: «Una vez que establecimos un estilo gráfico y adoptamos la pincelada, pensamos '¿No sería genial si pudiésemos hacer que el jugador, de alguna manera, se involucrara y participara en este estilo artístico en vez de simplemente mirarlo?' Así fue como nació la idea del Pincel celestial». Si bien en los diseños originales del juego se incluían dinosaurios, al final se decidió que los enemigos tuvieran un aspecto más demoníaco.
Uno de los objetivos en el diseño de Amaterasu era evitar que el personaje luciera como si «tu mascota tuviera ropa». Inicialmente, los diseñadores tenían la idea de que Amaterasu cambiara su aspecto físico a un delfín cuando se sumergiera en el agua, y a un halcón al saltar de algún acantilado, sin embargo, esta propuesta sería desechada más adelante. A su vez, el personaje de Sakuya —tomando como base a un durazno en el diseño original—, tendría hasta tres niveles de diseño: en los últimos dos niveles vestiría menos ropa debido a requerimientos de la misma historia, con lo que en el tercer nivel Sakuya estaría desnuda. Al final, Inaba desechó esta otra propuesta. Mientras tanto, el personaje de Waka sería más del estilo de Tatsunoko Production, y su capucha se asemejaría a la de Gatchaman. En la mitología japonesa, Orochi es una criatura de grandes proporciones, por lo que el diseñador Takeyasu Sawaki incluyó en la espalda del demonio un jardín y un palacio; esto inspiró al equipo de diseño a incorporar una campana en esas estructuras que pasaría a ser la debilidad fatal de Orochi en el juego.

### Guion y traducción de textos
Hideki Kamiya se encargó de la redacción del guion, que eventualmente se convirtió en una composición de alrededor de 1000 páginas de texto que creaban una duración de juego de casi 60 horas. Expresó que el escuchar música representó una pieza primordial que le ayudó en ciertas partes del guion.
Otro equipo de producción se encargó de traducir 1500 páginas de texto —siendo el diálogo más largo que un juego de Capcom haya tenido jamás, de acuerdo con el director de dicho equipo David Crislip— para asegurarse que la terminología y los diálogos usados en Ōkami fuesen coherentes, esto debido a la ausencia del plural en el idioma japonés y al gran número de personajes y de conversaciones con los que el jugador interactúa a lo largo de la historia. Este mismo equipo supo que algunos elementos no serían reconocidos por la audiencia occidental, así que decidieron colocar el suficiente texto y detalles para permitirle al jugador que descubriera dicha información. Kamiya participó en el trabajo de la traducción tras hacer algunas solicitudes al equipo con el fin de conferir un correcto traspaso al idioma inglés; ejemplo de ello el llamar al principal lugar donde la historia florece «Nippon», pues en la versión original japonesa era «Nakatsu-kuni», nombre que resultaba «difícil de pronunciar».
Un acertijo en el juego requirió ser modificado, ya que se ocupaba que se dibujara un carácter kanji paso por paso, procedimiento que se daba por hecho como conocido por la audiencia japonesa; para su estreno en occidente, el procedimiento se muestra en pantalla de forma explícita. Por otra parte, el equipo notó que las personalidades de los personajes podían transmitirse de manera sencilla en texto japonés, al igual que sucede en las oraciones cuando se construyen, una característica que no podía ser directamente aplicada a la traducción. Por lo tanto, al trabajar con Kamiya, los diseñadores escribieron la localización, ya sea para recrear la personalidad y que de esta manera se relacionara con la versión japonesa, o para crear un nuevo set completo de manierismos para los personajes. Por otra parte, no se les permitió alterar ninguna otra cuestión que no fuera similar a las anteriores, ya sea relacionada con el lenguaje, insinuaciones sexuales o aspectos morales.

### Inspiraciones

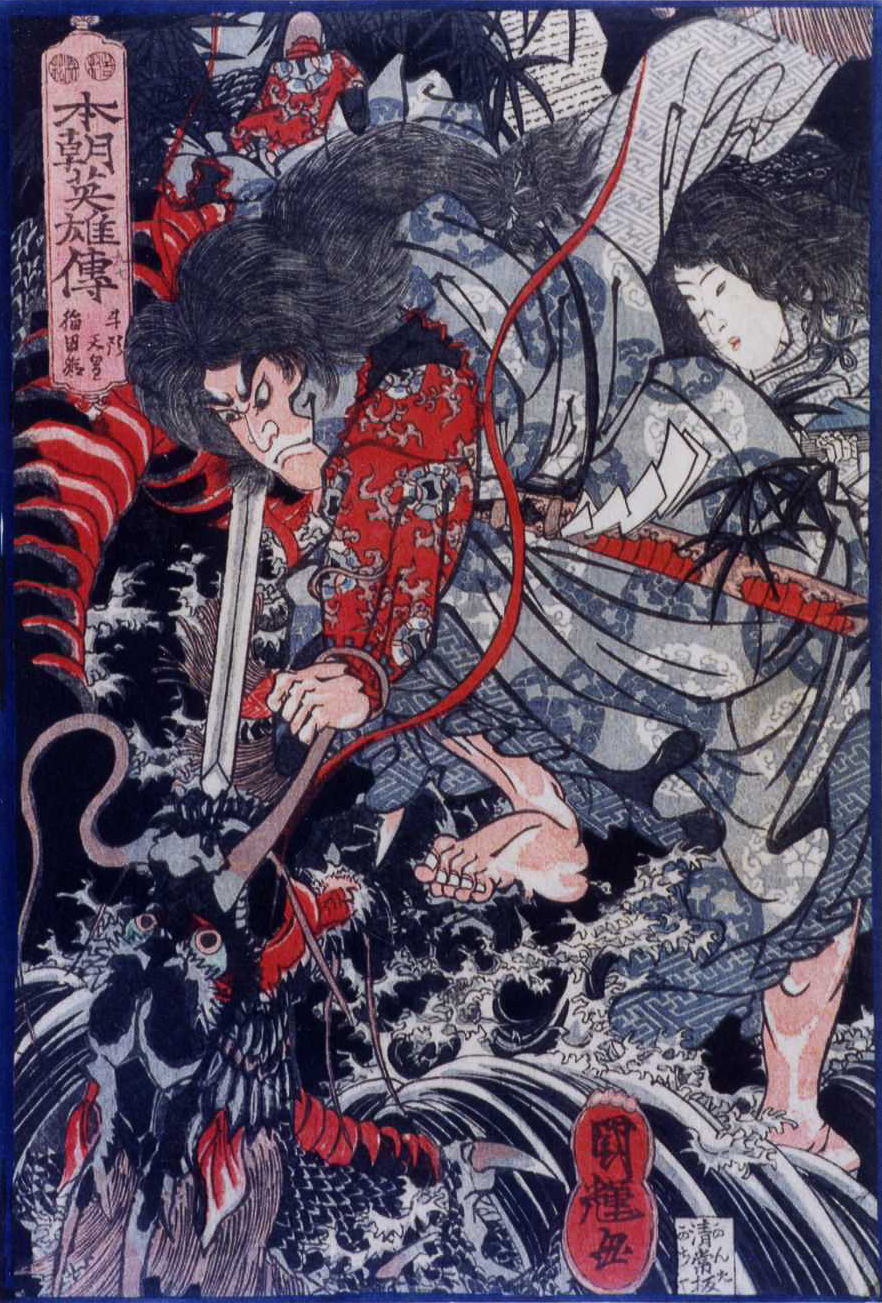
Ōkami enfatiza una personalidad de los personajes derivada de la espiritualidad japonesa Shinto, así como de figuras históricas legendarias. Una gran parte del argumento retrata el asesinato de la serpiente de ocho cabezas, Yamata no Orochi por el dios Shinto Susanoo, suceso recreado en el videojuego mediante los personajes de Orochi y Nagi respectivamente.

El título del juego consiste en un calambur; la palabra «ōkami» (狼) en japonés significa «lobo». No obstante, los caracteres kanji usados en el título (大神), pronunciados de forma idéntica, significan «gran deidad», así que se asume que el protagonista representa una gran deidad en forma de lobo. Los mismos caracteres (大神) se usan para escribir el nombre completo de la deidad del sol Amaterasu. El equipo de traducción optó por usar versiones abreviadas de la terminología japonesa —por ejemplo, un joven llamado «Mushikai» se tradujo como «Mushi»— en vez de reemplazar los nombres con otros más propios de la sociedad occidental. Kamiya concibió el nombre informal de Issun para Amaterasu en la traducción occidental, «Ammy», el cual es similar en tono al del nombre informal japonés, «Ammako». Así, el videojuego presenta una intensa y notable influencia de cultura japonesa, esto con la intención de que se difundiera dicha cultura fuera de Japón y para posibilitar la mayor expresión del tema principal del videojuego. Atsushi Inaba declaró que una de las ventajas de relacionar al juego con su cultura fue permitirles comprender aún más sobre ella.
La creación de los personajes se basó en apariciones tradicionales de ciertas criaturas monstruosas de antiguas historias de mitología japonesa, lo que dio paso a la incorporación de bastantes historias mitológicas clásicas. En efecto, los personajes principales están diseñados a partir de diversos mitos, leyendas y folklore japonés; Amaterasu incluso representa a la principal deidad de la religión Shinto. Izanami personifica a la diosa de la creación y la muerte, Susanoo es el dios del mar y las tormentas, ambos asimismo provenientes de la religión mencionada. Otros se derivan de personajes reales que participaron de una manera influyente en la historia de Japón, tal como Waka, es decir Minamoto no Yoshitsune, un general del clan Minamoto de Japón que vivió en los últimos años del período Heian y a comienzos del período Kamakura, así como uno de los samurái más destacados en la historia japonesa.
Ōkami ha sido comparado por la crítica especializada con la serie de The Legend of Zelda, debido a las similitudes de la mecánica del juego en cuanto a vastas áreas para explorar, solución de acertijos-rompecabezas y la obtención de nuevas habilidades en el transcurso de la misión. También en cuanto al estilo visual cel-shaded, técnica utilizada en The Legend of Zelda: The Wind Waker, juego publicado tres años antes. La comparación se complementó aún más con The Legend of Zelda: Twilight Princess, videojuego lanzado en el mismo año en el que el protagonista, Link, tomaba la forma de un lobo. Dicha inspiración fue admitida por el propio Hideki Kamiya, el director del videojuego, mismo que se declara fanático de la serie de Nintendo: «Soy un gran fan de Zelda - de hecho no es exageración si digo que creé Okami gracias a Zelda». Asimismo, el director considera como inspiraciones para la visualización de sus juegos a The Legend of Zelda: A Link to the Past, Gradius, y Castlevania.
A lo largo del juego, se incluyen varias referencias a otros títulos de Capcom, ya sea en efectos visuales, en animación o incluso en algunas conversaciones, tales como Viewtiful Joe, que también Clover Studios desarrolló. Como ejemplo, la técnica de la Srta. Orange de hacer tarta de cereza representa una parodia al Shun Goku Satsu de Akuma, personaje de la serie de videojuegos Street Fighter, completa con una palabra kanji en la pantalla con la espalda mirando hacia la pantalla.

### Banda sonora
Absolutamente toda la música de Ōkami es original y está inspirada por obras musicales japonesas consideradas como clásicas. El compositor Masami Ueda, junto con Hiroshi Yamaguchi, Akari Gloves y Rei Kondoh, fungió como el responsable de la banda sonora, quien previamente había colaborado en la musicalización de la serie Resident Evil. Desde un comienzo, supo que «debía darle una gran consideración a este proyecto», debido a la temática diferente del juego respecto a su experiencia previa como compositor. Asimismo, los productores querían un enfoque musical japonés en su totalidad. Para cumplir con esto, Ueda se basó en algunas melodías infantiles japonesas y otras bandas sonoras cinematográficas. No obstante, decidió no incorporar composiciones meramente japonesas, pues pensaba que «una melodía japonesa pura es muy bella, pero a veces es oscura», así que optó por temas que guardaran reminiscencias de la cultura de ese país. En total se compusieron hasta 200 piezas musicales. El tema final, mismo que se reproduce durante la secuencia de los créditos finales, «Reset», es interpretado por Ayaka Hirahara. Para este, Ueda quiso proporcionarle un tono «melancólico y radiante».
Capcom lanzó una banda sonora oficial en cinco discos, que únicamente se encuentra disponible en el mercado japonés. Para las versiones de Estados Unidos y de Europa, el jugador tiene la opción de desbloquear un tocadiscos para escuchar la música del juego, una vez que este finaliza. En los premios BAFTA Video Games de 2008, Ōkami ganó en la categoría de «Mejor banda sonora». De la misma manera, la discográfica Suleputer publicó un álbum con arreglos de piano titulado Ōkami Piano Arrange. Este se publicó el 30 de marzo de 2007. Mika Matsūra se encargó del arreglo de diez canciones, y las interpretó en piano. La crítica elogió la banda sonora de Ōkami; según la reseña de Kevin VanOrd, de GameSpot: «el rango emocional del soundtrack se equipara al sentimiento impregnado de cualquier escena o batalla [...] la banda sonora y los efectos de sonido son igualmente extraordinarios».
De acuerdo con el portal electrónico Amazon.com, en junio de 2009 se interrumpió la distribución de la banda sonora en el mercado.
A continuación, se listan las canciones que componen el material y se aclara quién se encargó de su composición con un pequeño punto de diferente color:
| Lista de temas de Ōkami original soundtrack | Lista de temas de Ōkami original soundtrack | Lista de temas de Ōkami original soundtrack | Lista de temas de Ōkami original soundtrack | Lista de temas de Ōkami original soundtrack |
| --- | --- | --- | --- | --- |
| Compositores: • Masami Ueda • Hiroshi Yamaguchi • Rei Kondoh • Akari Groves | | | | |
| Disco 1 1. • Title 2. • Title Call 3. • The Beginning 4. • Prologue 5. • Sinister Design 6. • Yamata-no-Orochi's Revival 7. • The Great Goddess Amaterasu's Revival 8. • My Theme 9. • Curse 10. • Izanagi Cavern 11. • Looking Up At The Starry Sky 12. • Constellation (Dragon Sketch) 13. • Constellation Complete 14. • Painting God Appearance 15. • Talking With The Painting God 16. • Painting Piece 17. • Dragon Sketch Success 18. • Mysterious Disappearance 19. • Kamiki Village's Restoration 20. • Old Man Orange's Appearance 21. • A Monster's Presence 22. • Spirit Extermination 23. • Battle Assessment (God) 24. • Kamiki Village I 25. • Kamiki Village II 26. • Digging Here Bow-Wow 27. • An Oddly-Shaped Radish 28. • Practice-Ditching Susano 29. • Giving Susano A Ride 30. • Taking The Bait 31. • Susano's Training 32. • Impatient Susano 33. • Slicing The Huge Rock Success 34. • Cursed Shinshu Plains I 35. • Cursed Shinshu Plains II 36. • Cursed Hanasaki Valley 37. • Demon's Banquet 38. • Nemuri's Theme 39. • Eager Susano First Half 40. • Eager Susano Second Half 41. • Susano's Fight 42. • Blocking Bud Restoration 43. • Hanasaki Valley's Restoration 44. • Hanasaki Valley 45. • Cursed Place 46. • Descent Of The Great Goddess 47. • Shinshu Plains I 48. • Shinshu Plains II 49. • Dojo Entrance 50. • Kozuka Onigirisai 51. • Tamaya's Theme 52. • Tamaya's Dance 53. • Shinto Priest Mikazuki's Theme 54. • Scoundrel Appearance 55. • Scoundrel's Punishment 56. • Competition With Idaten Start 57. • Competition With Idaten 58. • Competition With Idaten Victory 59. • Harami Lake | Disco 2 1. • Cherry Blossom Storm 2. • Old Man Orange's Flower Dance 3. • At Last The Time Has Come 4. • The Orange Became Big 5. • Dangerous Old Man Orange 6. • Old Man Orange Preparations Complete 7. • True Kagura 8. • Absolutely Not 9. • Princess Sakuya's Theme 10. • True Sakuya First Half 11. • True Sakuya Second Half 12. • Agata Forest 13. • Sound Of A Flute 14. • Ushiwaka's Theme 15. • Ushiwaka's Appearance 16. • Confronting Ushiwaka 17. • Ushiwaka's Dance - Playing With Ushiwaka 18. • Granny Bokusen's Theme 19. • Tsutamaki Ruins 20. • Question And Answer Wall 21. • A Spring Reborn 22. • Save I 23. • Save II 24. • A Great Spirit Lies In Wait 25. • How Odd 26. • Close Call For Amaterasu! 27. • Geisha Spider's Appearance 28. • Geisha Spider's Rage 29. • Geisha Spider's Extermination 30. • Hopeless! 31. • Victory Cry 32. • Boss Battle Clear 33. • Waterfall 34. • Thank Goodness For Kokari 35. • Kusanagi Village I 36. • Kusanagi Village II 37. • The Eight Dog Warriors' Theme 38. • Terror! Old Man And Granny Tongue-Cutter 39. • Old Man And Granny Tongue-Cutter's House 40. • Chunjack's Theme 41. • Boss Of The Sparrow Union 42. • Sparrow's Inn 43. • Mysterious Power 44. • There's Something About Kokari 45. • Battle With Tatami Head 46. • Making Mochi With The Archery God 47. • Red Helmet's Extermination 48. • Anger Towards God | Disco 3 1. • Doomed 2. • Bone Arrowhead Of The Hama Arrow 3. • To Believe In 4. • Kushinada's Determination 5. • Giving Kushinada A Ride 6. • Ushiwaka Dance 7. • Izayoi Shrine 8. • Yamata-no-Orochi's Appearance 9. • Yamata-no-Orochi's Extermination I 10. • Kushinada's Crisis 11. • Susano's Appearance 12. • The Words Of A Blood Oath 13. • True Susano 14. • Yamata-no-Orochi's Extermination II 15. • The Time Has Come 16. • The Seventh Seal 17. • Seven Spirited Lives 18. • Two People Gazing At Each Other 19. • Kamiki Festival 20. • Ryoshima Plains I 21. • Ryoshima Plains II 22. • Cursed Seiankyou 23. • More Digging Here Bow-Wow 24. • Tsuzurao's Theme 25. • The Insane Water Dragon 26. • Seiankyou Nobles' Quarter I 27. • Seiankyou Nobles' Quarter II 28. • Seiankyou Commoners' Quarter I 29. • Seiankyou Commoners' Quarter II 30. • An Errand 31. • Fun Picture Sketching 32. • Camellia Kagura 33. • Cherry Blossoms In Full Bloom 34. • Kaguya's Theme I 35. • Kaguya's Theme II 36. • Launching Iron Bamboo Shoots 37. • Kaguya's Journey 38. • Queen Himiko's Shrine 39. • In The Mosquito's Net 40. • Queen Himiko's Sorrow 41. • Shachimaru's Theme 42. • Slipped 43. • We'll Always Be Together! 44. • Miraculous Spring 45. • Helping With The Fishing 46. • Playing With Issun 47. • Dragon Palace 48. • Inside The Water Dragon 49. • Escape From Inside The Water Dragon | Disco 4 1. • Oni Island 2. • Demon Lord Ninetails' Extermination 3. • Okikurmi's Theme 4. • Northern Country Kamui I 5. • Northern Country Kamui II 6. • Uepeker I 7. • Uepeker II 8. • Okikurmi's Fate 9. • Shakuya's Theme 10. • Kamiki Village Sorrowful Custom 11. • Ezo Fuji Irwak Shrine 12. • True Strength 13. • Okikurmi The Hero 14. • Twin Devils Moshirechik & Kotanechik's Extermination 15. • The Twin Devils' Sorcery 16. • Promise 17. • Time Of Parting 18. • A Resolute Person 19. • Ushiwaka's Last Dance 20. • Tribe Of Heavenly Kami 21. • An Eerie Winter's Eclipse 22. • The Setting Sun 23. • Ushiwaka's Fate 24. • People Of The Moon Theme 25. • Emperor Of Eternal Darkness 26. • Reset - Thank You 27. • Okami White Light 28. • The Sun Rises 29. • The Journey Continues 30. • To Tamagahara 31. Reset 32. • The End | Disco 5 1. • Clover Demo 2. • Item Acquisition 3. • Handing Over An Item 4. • Finding A Treasure Box 5. • Treasure Acquisition 6. • Level Up 7. • Godly Purification I 8. • Godly Purification II 9. • Godly Purification III 10. • Small Success 11. • Medium Success 12. • Big Success 13. • Super Big Success 14. • Miracle 15. • Death 16. • Nursery Rhyme I 17. • Nursery Rhyme II 18. • Nursery Rhyme III 19. • In-House Presentation Type A 20. • In-House Presentation Type B 21. • Clover Studio Establishment Announcement 22. • Tokyo Game Show 2004 Promotion 23. • E3 2005 Promotion 24. • Tokyo Game Show 2005 Promotion 25. • Ōkami Image Song Prototype I 26. • Ōkami Image Song Prototype II 27. • Ōkami Image Song Prototype III 28. • Uepeker Prototype Version I 29. • Uepeker Prototype Version II 30. • Looking Forward To The Next One! |

## Presentaciones públicas y lanzamiento

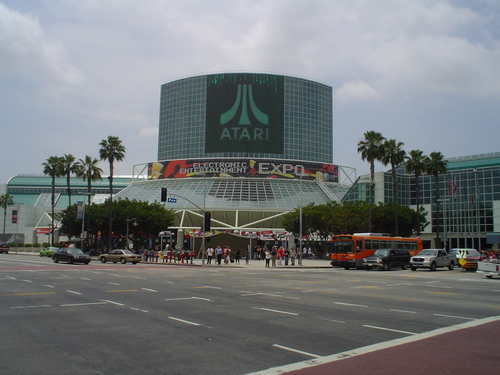
Las primeras imágenes de Ōkami se dieron a conocer en la convención E3 de 2005.

La primera ocasión en la que se mostraron imágenes sobre lo que sería Ōkami fue en abril de 2004, momento en que Clover Studio anunció su formación. Un 30 % del diseño final de Ōkami se exhibió por primera vez en la convención E3 de 2005, donde se anunció un tentativo debut en el mercado para el año siguiente. En la conferencia, Atsushi Inaba comentó sobre la capacidad gráfica del juego, así como las razones por las que Nintendo DS no fue la consola más apta para un videojuego como Ōkami. Para ese entonces, el juego contaba con gran parte del sistema interactivo, incluyendo el Pincel celestial y los combates. En ese mismo año, se presentó en el Games Convention de Alemania, evento en el que no atrajo público alemán como se anticipaba. Públicamente también se presentaron demostraciones del juego en el Tokyio Game Show de 2005, y en la convención de E3 de 2006.
Finalmente, su estreno ocurrió en 2006, con su lanzamiento en Japón el 20 de abril de 2006, en Estados Unidos el 19 de septiembre de 2006, en Europa el 9 de febrero de 2007 y en Australia el 14 de febrero de 2007. Cabe mencionar que las unidades enviadas a Europa, en comparación con los ejemplares liberados en Japón y Estados Unidos, no incluían contenido extra, que se componía de una playera con la imagen de Amaterasu en ella, un disco extra especial, y un set de pintado para principiantes. Esto mismo debido en parte a la tardanza en traducir del inglés a idiomas europeos.
Si bien a su llegada a Norteamérica el juego obtuvo una excelente recepción por parte de la crítica, pocas semanas después Capcom anunció el cierre de Clover Studio. Dos años después, en mayo de 2008, se publicó el libro Ōkami: Official Complete Works bajo el sello editorial Udon, donde se incluyen diseños conceptuales del juego durante la etapa de producción. En agosto de ese mismo año, Ōkami se volvió a estrenar en el mercado japonés, como parte de la colección «Greatest Hits» de Sony.

## Otras versiones

### Wii
La función del sistema de juego de realizar trazos para «dibujar» o «pintar» en la pantalla permitió que diferentes periodistas y videojugadores manifestaran su opinión sobre la buena idea de adaptar Ōkami a la consola portátil Nintendo DS o a la casera Wii, ambos sistemas con una interactividad capaz de reproducir los movimientos para dibujar de una forma libre. Tras el lanzamiento del videojuego, rumores sobre la cuestión de que el juego fuese transcrito o no a cualquier consola persistieron, pese a que Atsushi Inaba de Clover Studio expresó que Ōkami contenía una jugabilidad basada en acción que no se hubiese podido adaptar del todo a la consola y Capcom declaró que «no hay planes para Ōkami en Wii».
Por otra parte, en el UK Gamers Day de 2007, Capcom anunció que posiblemente Ready at Dawn supervisaría el desarrollo y portabilidad de una versión de Ōkami para Wii y que la misma estaría programada para su lanzamiento en marzo de 2008; no obstante, retrasarían dicha fecha hasta un mes después, en abril. Christian Svensson, vicepresidente de planificación estratégica y de desarrollo de negocios de Capcom, manifestó que la empresa había recibido numerosas solicitudes por parte de fanáticos para posibilitar el desarrollo de la versión para Wii, y que la adaptación «existe específicamente dada esa comunicación directa, especialmente por ésos que recibimos mediante mensajes —incluso si a veces se dirigen a nosotros—». El presidente de Ready at Dawn, Didier Malenfant, expresó que, dejando por otro lado al esquema de control, la versión para Wii será «una exacta adaptación de la versión para PlayStation 2». La falta de mejoras hacia el juego ocasionó diferentes quejas por parte de videojugadores, a quienes Svensson se dirigió para responderles:

[...] apenas nos encontramos levantando al juego y probándolo. El juego es enorme. En caso de que tengamos cada detalle del juego trabajando de una manera correcta, clara y deseada como previamente, entonces, para no 'arruinar' la asombrosa experiencia que resulta ser Ōkami, nos preocuparemos por posibles mejoramientos. Puesto que aún NO nos encontramos en esa parte del proceso, nos negamos [sic] incluso a mencionar cualquier cambio o mejora posible por miedo de decepcionar a los fans/medios.

Svensson reportó que los recursos originales para el videojuego originales que poseían gracias a Capcom Japón se encontraban incompletos, y que incluso después de solicitar antiguas unidades de disco duro y computadoras para recuperar más bienes, Ready at Dawn aún tenía la obligación de recrear unas cuantas desde cero. Asimismo, el videojuego debía de ser recodificado para cambiar ciertas optimizaciones que estaban hechas exclusivamente para la versión de PlayStation 2; Svensson afirmó que «parte de la razón por la que no lo mostramos hasta que comenzamos a hacerlo fue porque, si lo mostrábamos de una manera que era algo menos que casi perfecto, la gente hubiese enloquecido». Poco después, el director creativo de Ready at Dawn, Ru Weerasuriya, opinó que adaptar Ōkami a la consola Wii era un completo desafío: «iniciamos sin ningún fondo y literalmente se reanalizó el juego entero para Wii»; lo hicieron por amor al juego, pero el nivel de esfuerzo que aplicaron les impediría intentar tal proceso en alguna otra ocasión posterior.
El 15 de noviembre de 2007, Svensson apuntó que el motor de juego ya se había adaptado para Wii, y señaló: «Todavía hay ciertos sistemas que están siendo puestos a punto apropiadamente, pero, en estos momentos, hay una Amaterasu que definitivamente corre al estilo de Wii alrededor de ambientes de Wii».  Una nota publicada en el sitio web oficial de Capcom sobre el juego, el 15 de febrero de 2008, reveló que la edición para Wii soportaría 480p y una salida de pantalla ancha. IGN confirmó que la detección de movimiento del Wii Remote se utilizaría para realizar las funciones que desempeña el Pincel Celestial dentro del juego. Durante su prueba de juego, IGN citó pocos cambios que se habían hecho, tales como controles adicionales de detección de movimiento haciendo uso tanto del Wii Remote y el accesorio Nunchuck, así como la habilidad de omitir escenas cinemáticas, pero no reportó otro cambio del contenido del juego a comparación con la versión original de la consola de Sony.
Svennson señaló que Capcom no haría promoción televisiva de Ōkami para Wii, pero sí un marketing en línea, incluyendo competencias de arte y la creación de una nueva página web con «todo tipo de objetos destinados a aficionados para que hagan cosas». Tal sitio se abrió el 3 de abril de 2008, ofreciendo fondos de pantalla, obras de arte de personajes y trabajos tipo «fanart». Svennson posteriormente puntualizó que «Si [Ōkami para Wii] logra los números que logramos con PlayStation 2, sería muy feliz. No necesariamente debe ser todo un éxito mainstream para que se convierta en uno para la empresa».
Un filtro de «papel pergamino» aplicado a todos los elementos en la pantalla, que resultaba evidente en la versión de PlayStation 2, se incluyó en la adaptación en Wii, pero el efecto resultó menos significativo. Para posibilitar el dibujo con el Pincel celestial, a dos botones diferentes en los Wii Remote se les otorgó la funcionalidad de pincel; uno de ellos tenía la tarea de proveer golpes, mientras que el otro se programó para dibujar una línea derecha a partir del punto inicial.
Las secuencias cinemáticas de los créditos finales que se presentaban en la versión para PlayStation 2 fueron reemplazadas en la versión de Wii, algo que decepcionó a Kamiya pues se retiró el omoi —«una combinación de pensamientos, emociones, y mensajes»— del videojuego: «[Los créditos finales eran] el omoi de todo aquel que trabajó en el proyecto, elaborados en un momento de felicidad ofrecido a aquellos que completaron tal travesía. Era un final especial dedicado a un momento especial. Pero ahora eso ya no está. Todo eso. [...] Increíble, qué decepcionante y triste». Un representante de Capcom anunció que la secuencia de los créditos contenía el logo de Clover Studio en ella y que, dada la situación, no tenían «ningún derecho legal de utilizar el logo de Clover en un juego en el que no estaban involucrados directamente». Debido a que también carecían de la fuente de los créditos, optaron por retirarlos completamente del juego. El cofundador de Ready at Dawn, Didier Malenfant, también declaró que la versión de Wii de Ōkami abarcaba mucho más espacio en el interior del juego que la de PlayStation 2, y que la película se eliminó con la intención de que todo el contenido encajara en un solo disco. Pese a dichas afirmaciones, la susodicha secuencia de créditos se incluyó en la versión de Wii que se publicó en Japón y Malefant informó que la adaptación había sido coproducida por la empresa desarrolladora de videojuegos Tose, misma que proporcionó diseñadores, planificadores, programadores y jugadores de prueba. Hablando de los créditos, sólo las imágenes de los mismos se encuentran disponibles como contenido desbloqueable.
Videojugadores descubrieron que la portada de la versión estadounidense de Ōkami incluía una marca de agua de IGN, y tras rastrear el origen resultó ser una imagen tomada de un sitio web de IGN. Con el propósito de arreglarlo y de reemplazar la portada, Capcom ofreció, por tiempo limitado, tres portadas de alta resolución gratuitas a usuarios de Norteamérica. Después de haberse retrasado en cumplir la oferta, Capcom envió copias de las tres portadas para aquellos que se registraron. Desde entonces se prosiguió con tal oferta, pero convirtieron dichas imágenes, disponibles mundialmente en alta calidad, a formato PDF de tal manera que los usuarios pudiesen descargarlas e incluso imprimirlas.

### Reedición en alta definición
En junio de 2012, Capcom anunció que una «remasterización» en alta definición del juego, titulada Ōkami HD (en japonés Okami Zekkie-ban, que se traduce al español como «Versión magnífica de Okami»), tendría una fecha de lanzamiento programada para finales de 2012. El videojuego fue lanzado el 30 de octubre de dicho año y fue una versión exclusiva para la PlayStation 3, estando disponible a través de la plataforma virtual PlayStation Network, además de que se hace uso del periférico PlayStation Move. La edición se llevó a cabo por Capcom y HexaDrive, compañía que trabajó previamente en la reedición del videojuego Rez.

## Localización al español
La mayoría de títulos que son publicados en territorio americano contienen por lo general textos y voces en inglés, que complica la comprensión de los argumentos presentados en los mismos para los jugadores hispanohablantes. Sin embargo, un caso particular para la región europea, especialmente para España, es que los juegos sí se publican bajo una traducción, debido a su localización. Antes del anuncio oficial de Ōkami, una petición por parte de algunos jugadores europeos que consistía en el lanzamiento del juego Metal Gear Solid 3: Subsistence y de la reedición de Ico para ese territorio, dio un efecto positivo en las compañías distribuidoras, lo cual hizo que ambos juegos fueran puestos en venta en varios países del Viejo Continente.
Los medios de comunicación, enfocados a la industria del entretenimiento en España, comenzaron a especular antes de la salida de Ōkami, que probablemente saldría en una versión hispana para los jugadores de ese país. Sin embargo, poco después Capcom notificó que no se tenían planes para lanzar el juego traducido, al menos no de manera oficial. Esto a pesar de que otros títulos de la misma compañía sí se distribuyeron en español, por ejemplo Zack & Wiki: Quest for Barbaros' Treasure. Esta situación suscitó que un número de fanáticos del juego comenzaran a movilizarse para crear una campaña en Internet —una similar a la que sucedió con Subsistence—, en la que se le pedía a Capcom Europa la traducción del juego al español. Varios sitios se unieron a la causa, y alegaban que al no traducir el título muchos jugadores no comprarían el juego por no comprender la trama, algo que en un juego de puzzles dificulta la solución a diversos problemas que se presentan a lo largo de la historia; de acuerdo con el sitio VicioJuegos.com, se comentó que «cualquier producto que llegue a nuestro país debería hacerlo traducido y doblado por ley, como sucede en el mundo del cine», en relación con el impacto que los juegos poseen en el mercado. De igual manera se mostró inconforme ante el hecho de que el juego venía en inglés, francés y alemán, y al no venir en español era una razón válida por lo cual protestar.
El juego no se tradujo ni para la versión de PlayStation 2 ni para la adaptación de Wii, a pesar de los esfuerzos y entusiasmo que los usuarios mostraban para que Ōkami «hablara en castellano». Ante dicha situación, Ben LeRougetel, directivo de comunicaciones de Capcom Europa, comentó que «desafortunadamente, igual que la versión original de PlayStation 2, Okami Wii no incluirá texto en el lenguaje español», algo a lo que Svensonn también aludió al mencionar: «siento que no podamos hacer realidad la localización de Ōkami al castellano. Nos habría gustado, pero añadir más idiomas está lejos de nuestras posibilidades en este título». A pesar de lo anterior, los jugadores no se desalentaron; un usuario anónimo llamado «Atchuss» logró dumpear la versión de PlayStation 2 y así diseñar y estructurar el guion argumental del juego en castellano, incluyendo los caracteres originales del idioma, como las tildes o la letra ñ, este se distribuyó en Internet a través de ciertos sitios web.

## Recepción

### Crítica

#### Anglosajona y de otros países
La recepción inicial de Ōkami tras su estreno en EE. UU. e Inglaterra fue favorable, pues los expertos de la industria en general le dieron puntuaciones positivas; con un porcentaje promedio del 93 %, dado por Game Rankings, el juego se convirtió en el octavo título con mejor puntuación del año 2006, y pasó a ser también el segundo dentro de los títulos para PlayStation 2, siendo superado por Metal Gear Solid 3: Subsistence, un juego de Konami lanzado en el mismo año.
GameSpot le otorgó un puntaje de 9 sobre 10 y lo eligió como Editor's Choice —significa «elección del editor»; es una categoría compuesta por un selecto número de títulos reconocidos—, mencionando que su «diseño visual destaca inmediatamente, sin embargo, resulta ser [de un momento a otro] uno de los muchos aspectos que inspiraron la creación de este sensacional juego de acción y aventura». IGN le dio un 9,1 sobre 10, por ser «espléndido, atractivo, hechizante y uno de los juegos más creativos que podrás jugar en lo venidero». Electronic Gaming Monthly puntuó al juego con tres revisiones: 9, 9,5, y 9 sobre 10; una de estas notas mencionó: «Me sorprenderé si llegas a encontrar un juego mejor para cualquier otra consola durante este otoño». Newtype USA nombró a Ōkami como el Juego del mes en octubre de 2006, y anunció que su sistema de juego es «casi perfecto». También dijo que «Ōkami es las más rara de las bestias: un juego sin ningún tipo de defectos obvios. La imaginación de Clover y el esmero invertido en los detalles están en total concordancia, que se observan casi al instante. Vergüenza es lo que debería sentir cualquier jugador si deja pasar un juego como este». Eurogamer.net lo calificó con un 10 sobre 10, y comentó que «desde el primer momento te sumerge en una atmósfera que insinúa ser algo especial, pero mantener ese mismo nivel de calidad constantemente, durante más de 60 horas, garantiza que este será un juego del cual se hablará durante los próximos años». En 2007, se lo catalogó a Ōkami como el 18.° mejor título de la PlayStation 2 de todos los tiempos, en una lista realizada por IGN donde se comentan los aspectos más destacados de la mencionada consola, durante su período de vida en el mercado. Famitsu le dio a su vez una calificación casi perfecta, pues obtuvo 39 puntos sobre 40, siendo el 15.° juego en obtener dicha puntuación por parte de dicha revista.
Sin embargo, algunos críticos sí lograron encontrar ciertos defectos en el juego. Una de las observaciones negativas más comentadas es su desequilibrada dificultad. También se ha comentado que al juego le toma cierta dificultad reconocer los patrones de dibujo que se realizan con el Pincel celestial, además de contener una cantidad enorme e innecesaria de diálogos, principalmente en la introducción del argumento, los cuales se veían perjudicados por el uso de voces generadas por ordenadores, en vez de utilizar actores de voz para dicha tarea.
La versión para Wii de Ōkami recibió una aceptación similar a la versión de PlayStation 2; GameSpot comentó que gracias a la resolución y a los controles de la consola de Nintendo, «hacen que el título sea más relevante hoy [en términos de interactividad] a como lo fue en 2006». El uso de Wiimote para emular al Pincel celestial fue un aspecto valorado positivamente; en la reseña de GameSpot, se menciona la funcionalidad que el Wii tiene para con el Pincel, pues «mejora el ritmo al cual el juego se desarrolla». Aun así, otros aspectos en cuanto los controles se consideraron como algo decaídos en relación con los originales, especialmente en el apartado referente a las secuencias de combate. En su análisis, Nintendo Power recomienda irónicamente la versión para PlayStation 2 por sobre la de Wii, al argumentar que «a pesar de que puedes superar los mandos referentes al dibujo y al combate con algo de práctica —aunque también puedes hacerlo, si dominas el uso de armas de alcance largo—, es un aspecto básico que no debería interferir durante las secuencias importantes». La versión de Wii recibió el premio al «Mejor título del mes» por parte de IGN, en el mes de abril de 2008. Fue nominado a diversos premios y galardones por parte de IGN en su entrega anual de premios a videojuegos en 2008, entre los que se incluyen «Mejor diseño artístico», y «Mejor uso del Wiimote».
La página G4, en su reseña para la versión de Wii, explicó que algunos aspectos, aunque en un inicio poco atractivos, resultaban ser los elementos que conjugan la diversidad de elementos sutiles que pueden apreciarse en la interactividad del título, haciendo que este emane sentimientos de nostalgia y adicción; sin embargo, se quejó de que el uso de controles hacían un poco confusa la combinación de ataques y movimientos del personaje principal, puntuando al juego con 5 sobre 5 estrellas. Game Trailers también dio su opinión respecto al juego, y durante su video explicativo, menciona que el modo de juego, especialmente el de combate, tiende a ser muy simple, pero entretenido y que sumado al ambiente mitológico en el que se sumerge el jugador, tiende a ser muy exótico en cuanto a su estilo; por estas cuestiones, el sitio decidió darle una puntuación de 9,1 sobre 10. Por su parte, Destructoid comentó que el Pincel celestial es uno de los elementos más destacables del juego, ya que esto le «da un aire de grandeza [...] lo que permite avanzar más rápido el juego, aunque esto sólo si tienes a la mano tu Wiimote»; de igual manera recalcó el peso que la serie de Zelda tiene sobre Ōkami, y finalizó al decir que el título se merecía un 9 sobre 10. Finalmente, Game Revolution a lo largo de su análisis presenta a Ōkami como un título «un poco lineal, pero no te deja en ningún momento la sensación de poder escoger tu camino en el vasto mundo de la diosa del sol [...] por lo que así puedes completar el juego con todo el mapa, objetos y poderes», argumentando asimismo que, aunque la presentación visual es «impresionante», la banda sonora tiende a variar «del rango mediocre hasta ser espectacular [...] y está en buena conjunción con la acción», con lo que le otorgó una puntuación de «A».

#### Hispanoamericana y española
De la misma manera en que las reseñas anglosajonas elogiaron a Ōkami, algunos análisis realizados por sitios en español sobre el juego fueron igualmente positivos. Meristation mencionó para la versión de PS2 que es «un juego de culto, una obra póstuma» y añadió que el sistema de juego está «equilibrado [...] como si de un RPG se tratase; sale reforzado y emanando un tremendo aire a clásico gracias a su propia personalidad», e inclusive realizó una pequeña comparación con el título de Wii, The Legend of Zelda: Twilight Princess. Entre tanto, para la versión de la anterior consola, expresó que «[aunque] muchos elementos del código original, texturas, sonidos... no estuvieran correctamente organizados o conservados [...] el trabajo realizado es muy satisfactorio en muchos niveles». En lo concerniente al argumento, el sitio mencionó que «es una mezcla única de una considerable cantidad de mitos e historias propias del folclore japonés, un popurrí cultural en el que entremezcla religión, historia y leyendas», al igual que sus controles, ya que de acuerdo con la página, «[la tarea sobre ellos] se ha realizado con soltura y buen hacer», sin embargo, el único punto negativo que dio fue sobre la carencia de traducción al idioma castellano, ya que para un juego «tan extenso» los diálogos hubieran estado mejor si los hubieran localizado para un público más amplio. En ambas reseñas, el título obtuvo una puntuación de 9 sobre 10.

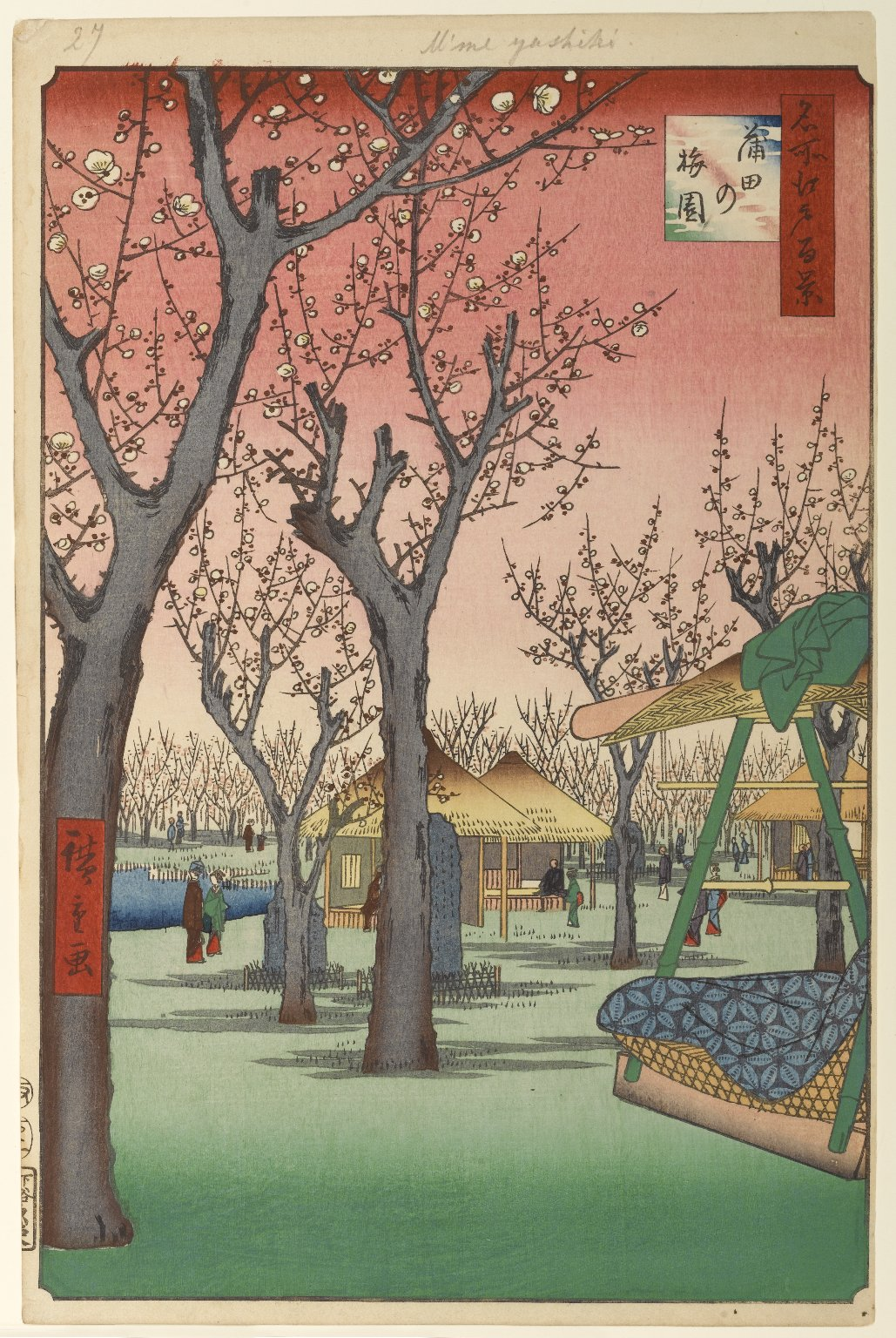
Varias de las reseñas elogiaron el aspecto gráfico y visual que el juego ofrecía. Algo que compararon y denotaron ciertos críticos fue el estilo pintoresco que ofrece Ōkami; este a su vez se basa en la corriente artística japonesa denominada ukiyo-e, por lo que llegaron a la conclusión de que el juego podría considerarse como «una pintura viva y en movimiento con bastante colorido». En la imagen se muestra una pintura del artista Utagawa Hiroshige, titulada Jardín de ciruelos en Kamada.

Por su parte, 3DJuegos describió las características del juego de la siguiente manera: «La historia peca de ser algo lineal, pero es de agradecer para no perder el hilo argumental. [...] Nuestro querido (o querida) lobo blanco es sencillamente una pequeña obra de arte en cuanto a diseño, gestos e incluso a los pequeños gruñidos o ladridos. El resto de personajes con los que nos encontraremos tampoco se quedan atrás, y gozan igualmente de una apariencia fabulosa», puntuándolo con una calificación de 9,2 sobre 10, concluyendo que «es una aventura larga, preciosa y emocionante, auténtico arte. El control de Ami resulta tremendamente suave, a lo que hay que sumar el magnífico y original uso del Pincel celestial». VicioJuegos.com también dio su crítica en la cual se suscribe el diseño gráfico con el que el juego fue desarrollado, y en donde las texturas, los escenarios y personajes eran los detalles que más resaltan a lo largo de la aventura: «realmente parece una pintura de Hokusai en movimiento, y salvo tal vez por algo de exceso en el desenfoque o algo de popping, no existe problema gráfico alguno»; sin embargo, se quejó del sistema de batalla, al cual calificó de «ser excesivamente sencillo y repetitivo», debido a la escasa cantidad de armas disponibles para atacar a los diversos enemigos y defenderse. En su evaluación obtuvo un 90 % de calificación. El sitio Vandal.net, en su estudio sobre la versión de Wii, menciona que Ōkami contiene «la fórmula Zelda, algo que se representa muy bien cuando se resuelven los puzzles y adquirimos nuevas habilidades, lo que abre más zonas del escenario forzando así un desarrollo planificado, pero no lineal [...] Pero los creadores, usando su ingenio lograron llenarla de elementos únicos que constituirían un espíritu propio».
LevelUp.com comentó: «Los gráficos son impecables, utilizando la técnica cell shading y utilizando el estilo gráfico ukiyo-e, los cuales están perfectamente adaptados a la escenografía. Todo esto por supuesto, aderezado con una música estilo japonés clásico que te hará sumergir de verdad en los tiempos ancestrales de aquel país». Asimismo, declaró que la versión para Wii luce más detallada y avanzada en cuanto a su calidad gráfica, además de que el nuevo sistema de controles facilitaba la tarea de completar la aventura. RevoGamers.net mencionó que «los encantadores personajes y el toque de humor omnipresente aportan bastante más interés a la trama», y le proporcionó al final una puntuación de 9 sobre 10. Otra reseña más, esta vez la realizada por PSVicio.net, menciona que la banda sonora fue un aspecto importante, pero no tan notorio como otros aspectos del juego en sí: «Podremos escuchar durante el juego melodías de todo tipo, pero todas unidas al peculiar estilo de música tradicional japonesa». Por último, MundoGamers.com dio su opinión al respecto y comentó que uno de los puntos más notorios era la ausencia de la traducción al español, aspecto por el cual le calificaron con una puntuación de 8 sobre 10.

### Comercial
Ōkami vendió 200 000 copias en los Estados Unidos en 2006, recaudando unos 8 millones USD y obtuvo el puesto al 100.° mejor juego vendido en la región estadounidense. Para marzo de 2007, las ventas totales para la versión de PlayStation 2 rozaban la cantidad de 270 000 ejemplares. Para contrastar, Ōkami vendió 66 000 copias en Japón durante 2006. Atsisha Inaba declaró que lo recaudado, en el aspecto financiero, no superó las expectativas que todo el equipo de trabajo había tenido: «Cuando comenzaron a trabajar en Okami, se trataba del primer gran juego que estaban diseñando, así que perdieron mucho tiempo por lo que la eficiencia no resultó tan buena como pensaron que sería. Por lo mismo han aprendido muchas lecciones valiosas sobre esto». Estas condiciones dieron paso a la reflexión de la producción sobre la sí habían creado un juego interesante o no.
Mientras que en un inicio se pensó que las bajas ventas que Ōkami y God Hand obtenían —otro título de Clover lanzado a la venta casi al mismo tiempo— eran en realidad las causas que dejarían a Clover Studio en bancarrota, tiempo después se reveló que tres de los principales desarrolladores de Capcom y Clover Studios, Shinji Mikami —de la serie Resident Evil—, Hideki Kamiya —serie de Devil May Cry—, y Atsushi Inaba, dejaban la compañía, lo que provocaría la disolución del estudio de desarrollo, «por lo que ahora todos los recursos deberán ser utilizados tanto más eficazmente como más eficientemente desde que estos lleguen a estar centralizados». Inaba, Mikami y Kamiya fundaron una nueva compañía para el diseño de videojuegos llamada «Seeds Inc.», y después de fusionarse con otra casa de desarrollo llamada ODD, la empresa pasó a llamarse «PlatinumGames».
El 30 de julio de 2008, Capcom anunció que la versión para Wii de Ōkami había vendido hasta entonces una cifra de 280 000 copias en Estados Unidos y Europa, desde su fecha de lanzamiento. La versión de Wii debutó en Japón con una cantidad de 24 000 copias, vendidas durante su primera semana de lanzamiento en el país asiático. Además se convirtió en el 6.° mejor juego vendido en Japón para el 23 de octubre de 2009. Las ventas totales del juego se mantienen por debajo de las 600 000 unidades, de acuerdo con cifras publicadas en marzo de 2009, y fue nombrado «el ganador del premio al éxito comercial adquirido por un videojuego a lo largo de un año» en la edición de 2010 de la Guinness World Records Gamer's Edition. En un artículo publicado por el Nintendo World Report, se menciona que la cantidad de unidades comercializadas para la versión de Wii superan a las de PS2, ya que la edición para la consola de Nintendo, únicamente en América, había superado las 250 000, mientras que la opción de PS2 daba una cifra similar, pero esto sólo a nivel mundial, dando a entender que los jugadores preferían la nueva versión frente a la original. Christian Svensson, el vicepresidente de planeación y negocios de Capcom, comentó que «nunca nos esperamos que [la versión de Wii] superara las cifras que tiene la edición de PS2, por lo que desde un punto de vista sobre la rentabilidad del juego, Capcom está complacido por la aceptación que el juego ha tenido y sobre lo que está pasando al respecto», e incluso comentó que la razón por la que el juego tuvo éxito fue el «boca a boca», ya que ayudó a popularizarlo.
Poco antes de que se revelara el lanzamiento de la secuela de este título, es decir Ōkamiden, Motohide Eshiro comenzó a explicar que según las ventas que adquiriera Ōkami durante los próximos meses después de su publicación a nivel mundial, podrían pensar en hacer una secuela directa, o en su defecto, una serie de nuevos videojuegos basados en «el universo de tinta y papel» que el juego recrea; igualmente, consideró que el relanzamiento del juego para la consola Wii había sido algo «asertivo», a diferencia de su lanzamiento original para PlayStation 2. En relación con lo anterior, los directivos de Capcom se disculparon ante el público y la prensa por tomar «medidas demasiado apresuradas» ante el lanzamiento de Ōkami, ya que con el anuncio de aquel entonces sobre la consola Xbox 360 y Wii, pudieron haber mejorado la calidad del juego, pues «fue un error no haber tomado en consideración las nuevas videoconsolas». Eshiro se lamentó por la «escasa» cantidad de ventas que obtuvo, y que estas tenían que ver en gran medida con la fecha en que el juego se estrenó, ya que según sus observaciones, las nuevas videoconsolas eclipsaron el impacto del título, aunque también reconoce que Capcom no vio la oportunidad de poder retrasar un poco más el desarrollo del juego y modificarlo para la nueva generación. A pesar de lo anterior, esta decisión se mantuvo y la compañía logró sacar a Ōkami en la consola Wii.

### Premios y reconocimientos
Durante la primera aparición de Ōkami en la convención E3 de 2005, el juego obtuvo varios reconocimientos y galardones, algunos de los cuales fueron «Mejor juego de la PS2», «2.° mejor juego del evento», y «3.° mejor título de acción» por parte de 1UP; «Mejor juego de PS2 del evento», el «2.° mejor juego del evento» y «Diseño más innovador» de parte de IGN; y el premio al «Juego más original» de X-Play. GameSpy por su parte lo nombró como el 5.° mejor juego mostrado durante las conferencias.
Después de su lanzamiento, IGN lo nombró como el «Juego del mes», y Electronic Gaming Monthly, y Game Informer. IGN, Edge Magazine y Game Revolution lo nombraron como el mejor juego en general de 2006, en tanto que Game Trailers y la Official PlayStation Magazine, mencionaron que era el mejor título para la PlayStation 2 durante el mismo año. IGN lo reconoció además como el «Mejor juego» y «Mejor título de aventuras para PS2», «Mejor diseño artístico para PS2», «Mejor diseño innovador», y «Mejor argumento en general». GameSpot galardonó al título con el premio «Mejores gráficas artísticas» de 2006. En diciembre de 2007, IGN lo catalogó como el 19.° mejor juego de todos los tiempos en su Top 100.
Ōkami también ha recibido elogios fuera de la prensa especializada en videojuegos. Por mencionar algunos notables, adquirió el premio a «Mejor diseño de personajes» y sólo uno de tres premios a los que estaba nominado en la entrega de los Premios Innovation en 2007, realizada por los premios Game Developers Choice. Ōkami ganó el «Grand Prize» en la Entertainment Division en la edición de 2006 del Japan Media Arts Festival. El 13 de agosto de 2007 el juego también obtuvo el laurel por la «Mejor animación por engrane gráfico», «Diseño artístico por su engrane gráfico», «Excelente y original juego de aventuras», y «Juego del año» en la entrega de premios de 2006, programada por la «National Academy of Video Game Testers and Reviewers» (NAVIGaTR). Además, recibió el «Galardón a la excelencia» por parte de la Japanese Computer Entertainment Supplier’s Association (CESA) durante los premios Japan Game 2007, y después se hizo acreedor al premio de «Arte Visual» en la 2009 CESA Developers Conference (CEDEC). También consiguió el premio al «Mejor juego antropomórfico» en 2006, en los premios Ursa Major, y se lo reconoció con el galardón al «Logro artístico y mejor banda sonora» en la entrega de los premios BAFTA.

## Legado

### Secuela
En entrevistas otorgadas a 1UP, Atsushi Inaba reveló que si Ōkami lograba el éxito que había tenido Viewtiful Joe, le encantaría trabajar en otro proyecto similar. Expresó lo siguiente:

«En caso de que hiciéramos una secuela de Okami [...] no lo haríamos por el simple hecho de hacer un Okami II nada más por hacer un Okami II. No únicamente por hacer una continuación por su propio bien. Sino que debería de tener su propio impacto que recreara el impacto que el primer juego tuvo, en lugar de solamente continuar la primera parte».
 Atsushi Inaba.

El efecto comercial de Ōkami no fue considerado lo suficientemente trascendente como para justificar una secuela. En julio de 2008, como respuesta a las preguntas por usuarios sobre la factibilidad de desarrollar una secuela o no, Svensson expresó: «creo que necesitamos una mayor cantidad de personas que compren el juego actual, para que en un momento posterior podamos considerar realmente tal secuela». Sin embargo, tras la aparición de una marca japonesa por Capcom en la palabra «Ōkamiden», pocos meses después de que la versión de Wii de Ōkami se lanzara en Japón, se comenzó a especular de que una secuela se encontraba en vías de producción. La edición de septiembre de 2009 de la revista de videojuegos japonesa Famitsu reveló que Ōkamiden efectivamente se trataba de una continuación de Ōkami para la consola portátil Nintendo DS, y que sería lanzada por Capcom en Japón, en algún periodo del año 2010. La historia de juego se desarrolla nueve meses después del desenlace de Ōkami y el jugador es capaz de controlar a Chibiterasu, un lobo bebé que posee los mismos poderes de Amaterasu, aunque éstos aún no demuestran su máximo potencial. Contiene la misma mecánica de juego, e incluye el Pincel Celestial, que utiliza las funcionalidades de los controles táctiles de la consola.
Poco después del lanzamiento de Ōkamiden, el productor del juego, Motohide Eshiro, anunció que Capcom se complacería de crear otro juego para la franquicia en caso de que este alcanzara suficientes expectativas de ventas. Por otra parte, no mencionó para qué plataforma el videojuego se produciría, pues «depende de las ideas que tengamos y de las demandas del mercado». De la misma manera, Eshiro sugirió que los usuarios enviaran sugerencias a la empresa Capcom sobre cuestiones del nuevo videojuego.

### Influencia
Ben Mattes, productor del juego Prince of Persia, menciona que Ōkami, Ico y Shadow of the Colossus son algunas de las influencias que sirvieron de inspiración para el desarrollo de dicho juego en cuanto a su sistema de juego y su diseño visual. El juego de Capcom Street Fighter IV es también un título que ha sido influenciado por el estilo visual de Ōkami. Epic Mickey, un videojuego desarrollado por Disney, utiliza un sistema de dibujo similar al que aparece en Ōkami, lo que permite al jugador dibujar y alterar los escenarios del juego con el fin de poder avanzar a lo largo de él. El último jefe del juego, Yami, aparece como el principal antagonista y jefe final de Tatsunoko vs. Capcom: Ultimate All Stars, un videojuego de peleas estilo crossover que reúne diversos personajes de Capcom. Amaterasu figura a su vez como un personaje controlable en Marvel vs. Capcom 3: Fate of Two Worlds y Ultimate Marvel vs. Capcom 3. Después de la ruptura de Clover, y de que la mayoría de sus empleados fueran reubicados en Platinum Games, uno de sus siguientes títulos, Bayonetta, contiene múltiples referencias hacía Ōkami: la más notoria de estas es cuando el personaje principal se transforma en una pantera y, al igual que Amaterasu, un camino de flores y plantas marcan el rastro de su paso. Para la edición de 2010 de la Convención Internacional de Cómics de San Diego, Capcom sorteó un número limitado de playeras, diseñadas por Gerald de Jesus y la empresa iam8bit, en las que aparece Amaterasu y Chibiterasu —de Ōkamiden—, cuyo diseño alude a la playera Three Wolf Moon —una famosa playera dentro de la cultura country—.